# Ulestraterhof
Het Ulestraterhof is een monumentale hoeve, gelegen aan Dorpstraat 19 te Ulestraten.

## Geschiedenis
Oorspronkelijk was de Ulestraterhof een laathof van de proosdij van Meerssen. Van de 17e tot en met de 19e eeuw was het huis in bezit van de familie De Sauveur. Via vererving kreeg de familie Schoenmaeckers het huis in handen, gevolgd door de familie Moerinx. Die laatste verkocht de Ulestraterhof in 1910.

## Beschrijving
De hoeve werd waarschijnlijk omstreeks 1649 gebouwd door de familie De Sauveur. Het betreft een hoeve van twee bouwlagen, met een open binnenplaats. Het herenhuis aan de westzijde is waarschijnlijk het oudste deel van het complex. Hier bevindt zich de hoofdingang van het huis, met een middenrisaliet en fronton met Ionische pilasters. De zijvleugel onder wolfsdak heeft elementen in Lodewijk XVI-stijl.
Het is niet duidelijk of de hoeve was omgracht.
De boerderij is geklasseerd als rijksmonument.